# Von Franckenberg en Proschlitz
Von Franckenberg en Proschlitz is een van oorsprong oud-adellijk Silezisch geslacht waarvan leden sinds 1880 tot de Nederlandse adel behoren en welke Nederlandse tak in 1943 uitstierf.

## Geschiedenis
De stamreeks begint met Theodor (Dietrich) von Frankenberg, heer van Rosen, ridder, die vermeld wordt tussen 1283 en 1342. Een nazaat, Sigismund Wilhelm von Frankenberg, vrijheer van Nassadel, heer van Schmardt (1713-1780), trad in 1713 als militair in Statendienst en zijn nakomelingen bleven in Nederland. Zijn achterkleinzoon werd bij KB van 12 februari 1880 ingelijfd in de Nederlandse adel. Met een dochter van de laatste stierf het geslacht in 1943 uit.

## Enkele telgen
Sigismund Wilhelm von Frankenberg, vrijheer van Nassadel, heer van Schmardt (1713-1780), kolonel in Statendienst
- Wilhelm Johann Jacob von Franckenberg en Proschlitz (1779-1849), maire van Veere, burgemeester van Sas van Gent
  - Sigismund Willem Johan von Franckenberg en Proschlitz (1808-1842), rijksontvanger
    - jhr. Eugène Antoine Désiré Emil von Franckenberg en Proschlitz (1841-1890), kapitein, in 1880 ingelijfd in de Nederlandse adel
      - jkvr. Selly Margaretha Maria Sigismunde von Franckenberg en Proschlitz (1866-1943), laatste telg van het Nederlandse adelsgeslacht